# Orostachys spinosa
Orostachys spinosa es una especie de planta fanerógama de la familia Crassulaceae.

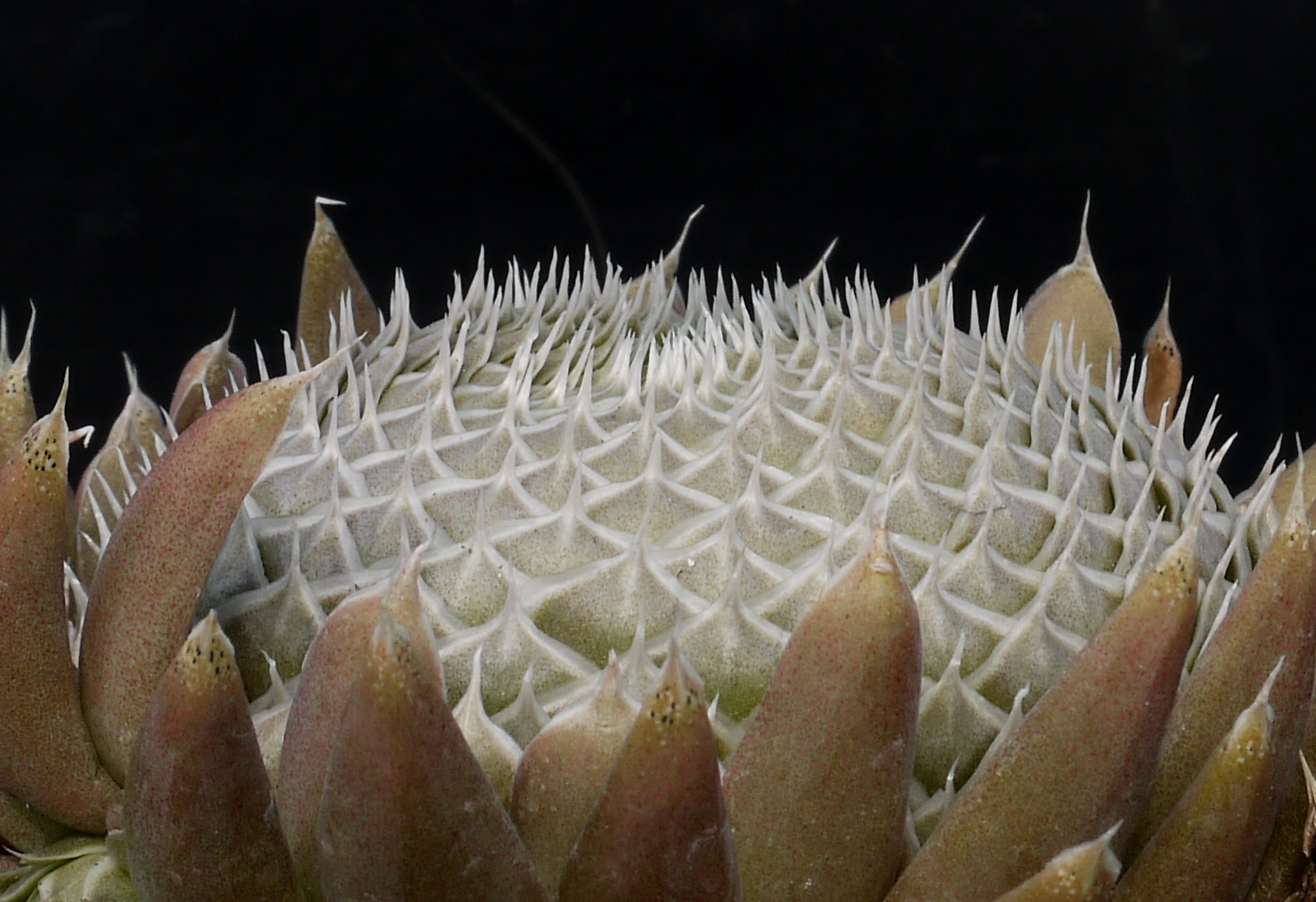
Cuerpo de la planta Orostachys spinosa

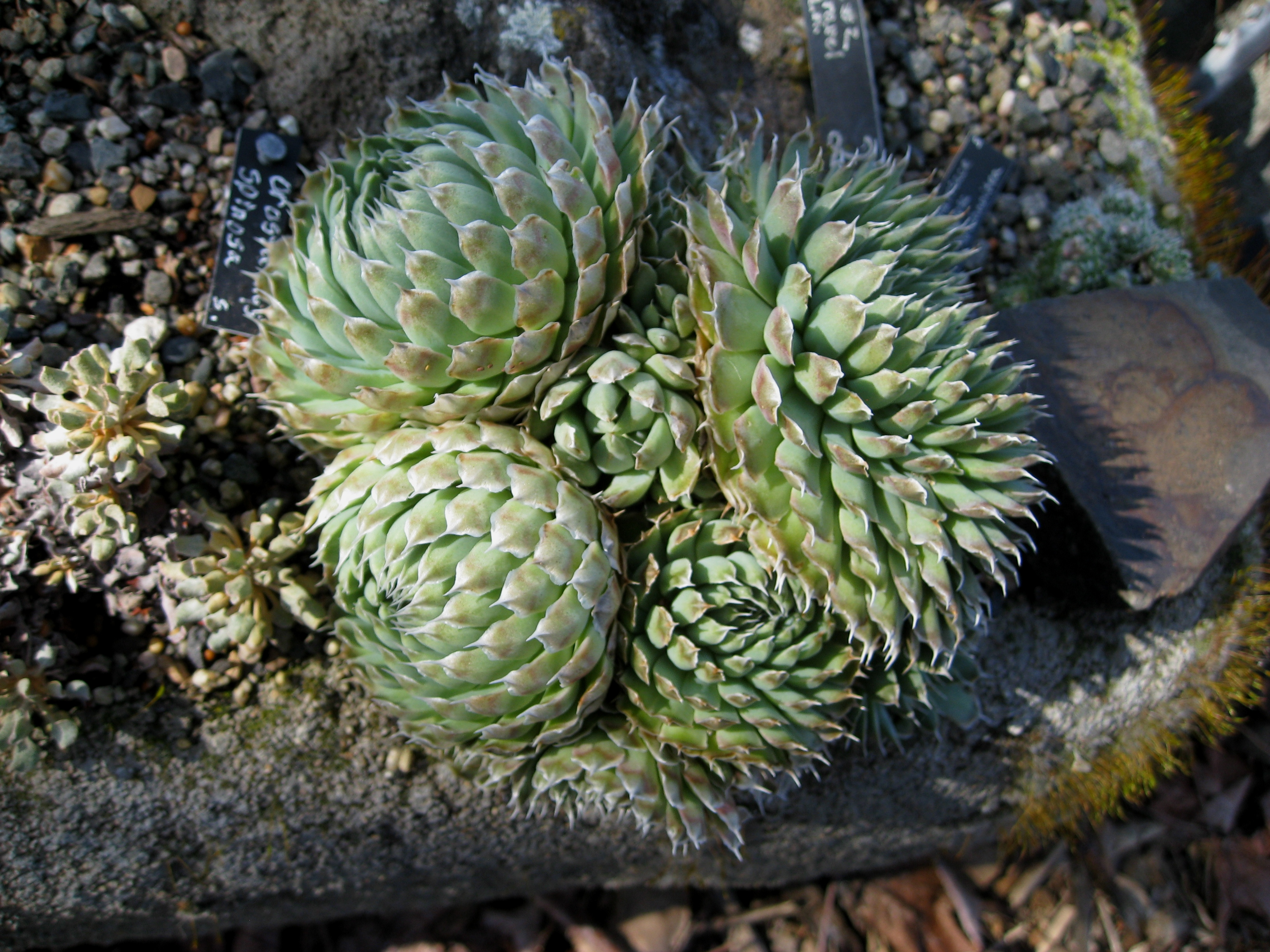
Vista de la planta

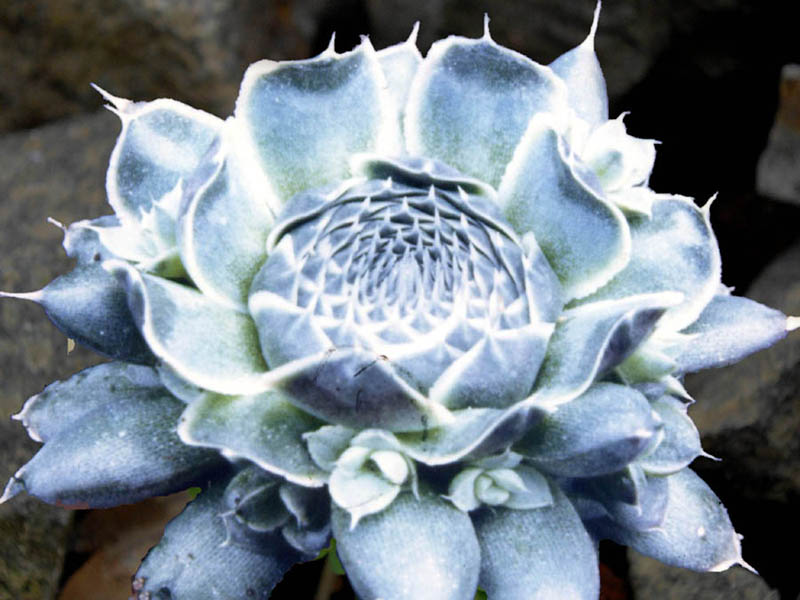
Detalle

## Descripción
Orostachys spinosa es una planta perenne que forma un cojín y alcanza un tamaño de 10 a 30 centímetros de altura. Forma una roseta que tiene un diámetro de 4 a 8 centímetros. Las hojas de invierno son espatuladas, escamosas, más o menos planas y ligeramente suculentas. Forman un sólido brote sobreviviendo por encima del suelo. Las hojas de verano son lanceoladas, acuminadas, muy suculentas,  y tienen forma elíptica redondeada. La inflorescencia es densa y se asemeja a una mazorca de maíz. Las flores son de color amarillo claro. La época de floración es de junio a julio.

## Distribución y hábitat
Se distribuye por Siberia, Mongolia, norte y nordeste de China acupando los corredores de rocas, gravas de ríos, rocas y arbustos en hierbas y praderas de estepas.

## Usos
Orostachys spinosa se utiliza como planta ornamental para jardines de rocas, muros de piedra y jardines.

## Taxonomía
Orostachys spinosa fue descrita por (L.) Sweet y publicado en Hortus Britannicus 225. 1830.
Etimología
Orostachys: nombre genérico que deriva de las palabras griegas: óros de "montaña" y stachys para "oreja".
spinosa: epíteto latíno que significa "espinosa".
Sinonimia
- Cotyledon erubescens (Maxim.) Franch. & Sav.
- Cotyledon spinosa L. basónimo
- Crassula spinosa (L.) L.
- Orostachys chlorantha Fisch.
- Orostachys erubescens (Maxim.) Ohwi
- Sedum erubescens (Maxim.) Ohwi
- Sedum spinosum (L.) Thunb.
- Sempervivum cuspidatum Haw.
- Umbilicus erubescens Maxim.
- Umbilicus spinosus (L.) DC.[3]